# Маріо Морено
Маріо Морено (ісп. Mario Moreno, 31 грудня 1935, Сантьяго — 2 березня 2005, Сантьяго) — чилійський футболіст, що грав на позиції нападника. Більшу частину кар'єри провів у клубі «Коло-Коло», у складі якого став триразовим чемпіоном Чилі, та володарем Кубка Чилі, грав також у складі національної збірної Чилі, у складі якої зайняв 3 місце на чемпіонаті світу 1962 року.

## Клубна кар'єра
Маріо Морено народився 1935 року в столиці країни Сантьяго. Вихованець футбольної школи клубу «Коло-Коло». Дорослу футбольну кар'єру розпочав 1955 року в основній команді того ж клубу, в якій провів дванадцять сезонів, взявши участь у 282 матчах чемпіонату. Більшість часу, проведеного у складі «Коло-Коло», був основним гравцем атакувальної ланки команди. За час виступів у складі команди тричі ставав чемпіоном країни, та один раз став володарем Кубка Чилі.
У 1968 році став гравцем команди «Депортес Антофагаста», за яку виступав до 1970 року, після чого завершив виступи на футбольних полях.

## Виступи за збірну
1959 року дебютував в офіційних матчах у складі національної збірної Чилі. У складі збірної був учасником чемпіонату світу 1962 року у Чилі, на якому команда здобула бронзові нагороди. Загалом протягом кар'єри у національній команді, в якій грав до 1964 року, провів у її формі 26 матчів, забивши 5 голів.
Помер 2 березня 2005 року на 70-му році життя у місті Сантьяго.

## Титули та досягнення
- 3 місце на чемпіонаті світу (1):

1962
- Чемпіон Чилі (3):

«Коло-Коло»: 1956, 1960, 1963
- Володар Кубка Чилі (1):

«Коло-Коло»: 1958